# キアラヴァッレ
キアラヴァッレ（伊: Chiaravalle）は、イタリア共和国マルケ州アンコーナ県にある、人口約14,000人の基礎自治体（コムーネ）。
キアラヴァッレではマリーア・モンテッソーリが生まれた。

## 地理

### 位置・広がり
アンコーナ県のコムーネ。県都・州都アンコーナから西へ16kmの距離にある。

#### 隣接コムーネ
隣接するコムーネは以下の通り。
- カメラータ・ピチェーナ
- ファルコナーラ・マリッティマ
- イェージ
- モンテ・サン・ヴィート
- モンテマルチャーノ

### 気候分類・地震分類
キアラヴァッレにおけるイタリアの気候分類 (it) および度日は、zona D, 1823 GGである。
また、イタリアの地震リスク階級 (it) では、zona 2 (sismicità media) に分類される。

## 人物

### 著名な出身者
- マリア・モンテッソーリ - 19-20世紀の医学者・幼児教育者、モンテッソーリ教育開発者。